# Petrokimia Putra
Maillots
Petrokimia Putra est un club indonésien de football basé à Gresik et aujourd'hui disparu.

## Histoire
Fondé en 1994, Petrokimia Putra est la propriété de la compagnie d'État PT Petrokimia Gresik. Le club intègre directement le nouveau championnat national indonésien dès la saison saison 1994-1995, qu'il termine à la deuxième place, après une finale perdue face à Persib Bandung. Cette place de dauphin le qualifie de façon paradoxale pour la Coupe des Coupes 1995-1996, car la Coupe d'Indonésie n'est pas disputée cette saison-là. La campagne asiatique s'arrête en huitièmes de finale, avec une élimination par le futur vainqueur de l'épreuve, le club japonais de Bellmare Hiratsuka (6-0, 1-1). 
Petrokimia Putra remporte le seul titre de champion de son histoire à l'issue de la saison 2002. L'année suivante, le club est engagé en Ligue des champions de l'AFC mais se fait sortir dès le premier tour par les Chinois de Shanghai Shenhua (3-1, 1-5).
Le club disparaît le 2 décembre 2005, à la suite de sa fusion avec Persegres Gresik pour fonder le club de Gresik United, qui évolue aujourd'hui en Indonesia Super League.

## Palmarès
- Championnat d'Indonésie :
  - Vainqueur : 2002
  - Finaliste : 1995